# Beedikere Agrahara, Dod Ballapur
Beedikere Agrahara là một làng thuộc tehsil Dod Ballapur, huyện Bangalore Rural, bang Karnataka, Ấn Độ.